# Ligne 117 (chemin de fer slovaque)
Pour les articles homonymes, voir Ligne 117.
La ligne 117 des chemins de fer Slovaque relie Jablonica à Brezová pod Bradlom.

## Histoire
La ligne fut mise en service le 6 septembre 1899. Le service passager a été interrompu en 2003. 